# Otto Biedermann
Otto Biedermann (* 7. Oktober 1914 in Plauen) war ein deutscher Schriftleiter und Funktionär der Hitler-Jugend.

## Leben
Otto Biedermann trat zum 1. Dezember 1934 der NSDAP bei (Mitgliedsnummer 2.957.052). Seit Mai 1938 war er für die Reichsjugendführung in Berlin tätig. Zunächst arbeitete er im Amt für Fahrten und Wandern. 1939 wurde er Abteilungsleiter des Amtes für Jugendherbergswesen und Fahrten, wo er speziell für den Bereich Werbung zuständig war. Nach Ausbruch des Zweiten Weltkrieges nahm er als Leutnant am Kriegsgeschehen teil und wurde wieder von der Reichsjugendleitung zurückbeordert, wo im November 1943 seine Beförderung zum Bannführer erfolgte. 1944 wurde er zum Abteilungsleiter im Bauamt ernannt.
In der sächsischen Stadt Oschatz wurde er Führer der Hitler-Jugend, bevor er an die sächsische Gebietsführerschule der Hitler-Jugend in die westsächsische Industriestadt Glauchau wechselte. Ab Februar 1938 war er bei der Reichsjugendführung in Berlin in verschiedenen leitenden Funktionen tätig. 1943 erfolgte seine Beförderung zum Bannführer im Bauamt der Reichsjugendführung. 1944 wurde er Hauptstellenleiter für Weltanschauliche Presseausrichtung in der Dienststelle Rosenberg.